# 柏原インターチェンジ
柏原インターチェンジ（かしわらインターチェンジ）は、大阪府柏原市田辺の、西名阪自動車道上にあるインターチェンジ。入口は松原方面のみ、出口は天理方面のみのハーフICである。
ここから天理方面は片側2車線に、松原方面は片側3車線となる。
近鉄大阪線大阪教育大前駅・河内国分駅・関屋駅周辺へは、この柏原ICが近い。また国道165号を東進すると大和高田バイパスに接続する穴虫交差点があり葛城市・橿原市・御所市・五條市など奈良県中南部とのアクセスにも利用される。
なお、柏原市の市街地（JR大和路線・近鉄道明寺線柏原駅周辺）へは、柏原ICよりも藤井寺ICで下りた方が近い。
かつて1969年に西名阪道が開通当時は入口・出口に料金所が設置されていた。しかし、1981年に香芝ICを境に2区間均一料金制を採用してからは、当ICから料金所が撤去された。

## 道路
- E25 西名阪自動車道（2番）

## 接続する道路
- 国道165号

## 周辺
- 大阪教育大学
- 近鉄大阪線・大阪教育大前駅
- 関西福祉科学大学
- 関西女子短期大学

## 隣
E25 西名阪自動車道
(1) 藤井寺IC - 柏原本線料金所：松原方面行きのみ -  (2) 柏原IC - 香芝SA - (3) 香芝IC